# 1123
| 1123               |
| ------------------ |
| Dødsfald - Fødsler |
|                    |

| Gregoriansk kalender | 1123 MCXXIII            |
| Ab urbe condita      | 1876                    |
| Armensk kalender     | 572 ԹՎ ՇՀԲ              |
| Kinesiske kalender   | 3819 – 3820 壬寅 – 癸卯 |
| Etiopisk kalender    | 1115 – 1116             |
| Jødisk kalender      | 4883 – 4884             |
| Hindukalendere       |                         |
| - Vikram Samvat      | 1178 – 1179             |
| - Shaka Samvat       | 1045 – 1046             |
| - Kali Yuga          | 4224 – 4225             |
| Iransk kalender      | 501 – 502               |
| Islamisk kalender    | 517 – 518               |

Konge i Danmark: Niels 1104-1134
Se også 1123 (tal)

## Begivenheder
- kejser Toba af Japan tvinges til at abdicere og efterfølges af sin søn kejser Sutoku

## Født
Tekst mangler, hjælp os med at skrive teksten

## Dødsfald
Tekst mangler, hjælp os med at skrive teksten